# Hell-Born
Hell-Born — польская группа из города Сопот, играющая в стиле блэк-метал и дэт-метал.

## История
Группа создана в 1996 году как сайд-проект участников Behemoth Baal’a и Les’a. Однако дальше записи мини-альбома «Hell-Born» группа не продвинулась, проект был на время заморожен. Новую жизнь он получил в 2000 году с выходом альбома «Hellblast», когда Baal и Les уже покинули Behemoth и являлись участниками Damnation. Для того, чтобы альбом получился полноформатным, его пришлось дополнить композициями с первого демо.
Через некоторое время группа подписала контракт с английским лейблом Conqueror Records, на котором впоследствии были изданы альбомы «The Call of Megiddo» в 2002 и «Legacy of The Nephilim» в 2003.

## Состав группы
- Adam «Baal Ravenlock» Muraszko — вокал, бас (Behemoth, Damnation)
- Leszek «Les» Dziegielewski — гитара, бэк-вокал (Behemoth, Damnation)
- Jeff — гитара, бэк-вокал, бас
- Pawel «Paul» Jaroszewicz — ударные (Vader)

## Бывшие участники
- Sebastian «Basti» Luszcek — ударные
- Krzysztof «Mały» Jankowski — ударные
- Necrolucas — ударные

## Дискография
- 1996 Hell-Born (EP)
- 2001 Hellblast (LP)
- 2002 The Call of Megiddo (LP)
- 2003 Legacy of The Nephilim (LP)
- 2006 Cursed Infernal Steel (LP)
- 2008 Darkness (LP)
- 2021 Natas Liah

## Дополнительные источники

### Общая информация
- Информация о группе (на английском)
- О группе (на польском)
- Статья в Музыкальной газете Архивная копия от 6 марта 2016 на Wayback Machine
- Musica.Mustdie.ru Архивная копия от 18 января 2008 на Wayback Machine
- www.thegauntlet.com Архивная копия от 12 декабря 2009 на Wayback Machine

### Рецензии
- www.obtainedenslavement.net (недоступная ссылка)
- www.paganrecords.com

### Интервью
- www.lordsofmetal.nl